# 山内定氏
山内 定氏（やまうち さだうじ）は、江戸時代前期の土佐藩の重臣。

## 略歴
慶長5年（1600年）、山内可氏の子として誕生した。
寛永7年（1630年）、父・可氏の死去により、家督と知行6800石を継ぎ宿毛領主となる。
寛永12年（1635年）、2代藩主・山内忠義が江戸からの帰途に宿毛屋敷に滞在し、太刀、黄金、馬代などを与えられた。寛永16年（1639年）、忠義の子・忠豊が宿毛を巡見した際は刀などを与えている。
正保3年（1646年）11月24日、死去。享年47。家督は嫡男の節氏が継いだ。